# Ромео Райчев
Ромео Иванов Райчев е български оперен диригент.

## Биография
Роден е в Лом на 26 януари 1913 г. Брат е на композитора Александър Райчев и диригента и композитор Виктор Райчев. През 1938 г. завършва Консерваторията в София. За кратко е пее в хор „Гусла“. След това е учител по музика в Девическата гимназия в Стара Загора. През 1942 г. постъпва в операта в Стара Загора. Прави самостоятелни постановки на оперите „Ако бях цар“, „Фауст“, „Травиата“, „Севилският бръснар“, „Тоска“, „Мадам Бътерфлай“, „Бохеми“, „Продадена невеста“, „Кармен“, „Палячи“, „Евгений Онегин“, „Княз Игор“. След като операта става държавна, той продължава да бъде неин главен диригент до 30 март 1954 г.
От 1954 г. до края на 70-те години Ромео Райчев е главен диригент на Държавната опера в Русе. Дебютира с постановка на „Селска чест“ от Маскани, а през 1956 г., за откриването на новата сграда на операта, дирижира операта „Евгений Онегин“. На русенска сцена Райчев поставя 30 опери и  2 оперети, дирижира и 10 чужди постановки. През 1965 г. Ромео Райчев дирижира за първи път в България операта „Катерина Измайлова“ на Шостакович в присъствието на автора, който високо оценява работата му.
Ромео Райчев почива на 27 декември 1986 г.